# Karapcziw (rejon wyżnicki)
Karapcziw (ukr. Карапчів) – wieś na Ukrainie, w obwodzie czerniowieckim, w rejonie wyżnickim, w hromadzie Waszkowce, nad Hłyboczokiem (prawy dopływ Czeremoszu). W 2001 roku liczyła 2158 mieszkańców.
Pierwsza wzmianka o miejscowości w formie Карабчиев (Karabčiev) pochodzi z 1595 roku. W czasach radzieckich we wsi znajdował się kołchoz „Czerwonyj prapor”.
We wsi mieszczą się drewniana cerkiew Narodzenia Matki Bożej z 1816 roku oraz założenie parkowe z 1870 roku wraz z budynkiem szkoły z 1878 roku, dawnym pałacem wzniesionym przez ormiańską rodzinę Krzysztofowiczów. Ponadto 3 km na północny wschód od miejscowości, w uroczysku Krynyczky, odkryto pozostałości osiedla wczesnej kultury czerniachowskiej, a w południowej części wsi, w uroczysku Horodok, znajdują się fragmenty dawnych umocnień ziemno-drewnianych z XIV-XV wieku.
W 1849 roku we wsi urodził się Edgar Kováts.

## Linki zewnętrzne

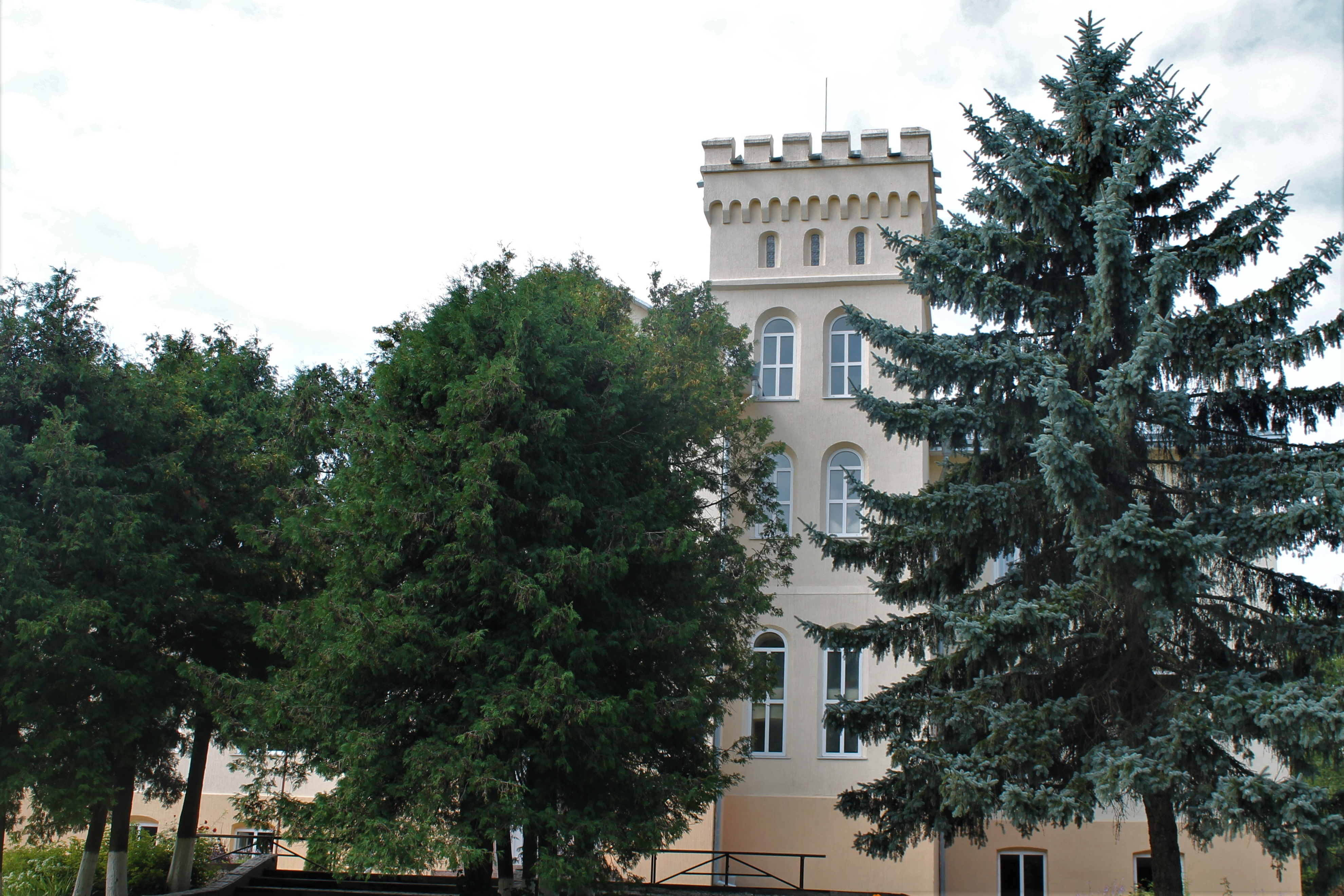
Budynek szkoły